# Liste der Einträge im National Register of Historic Places in Barnstable

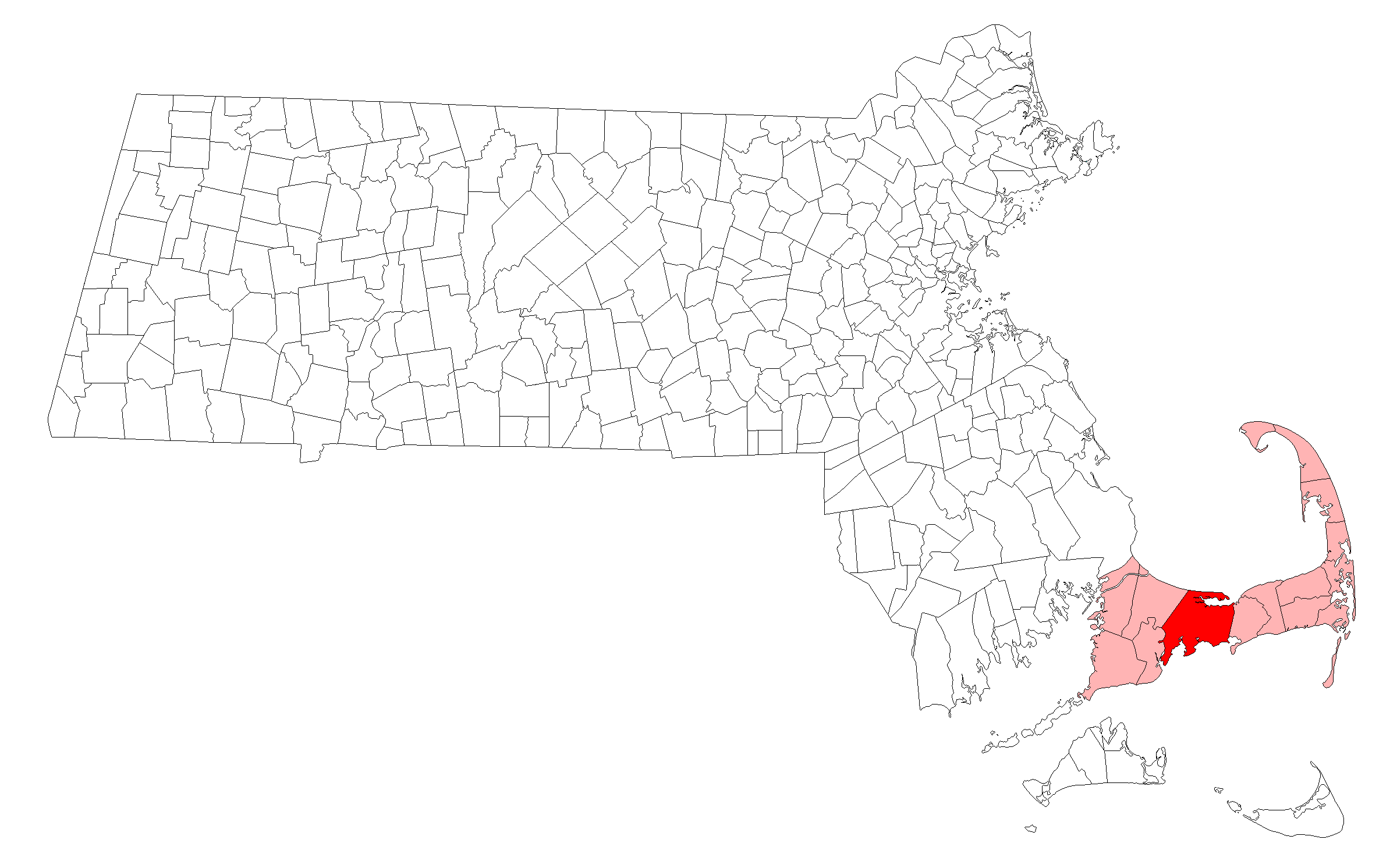
Barnstable im Barnstable County

Die Liste der Einträge im National Register of Historic Places in Barnstable enthält alle Einträge in das National Register of Historic Places auf dem Gebiet der Stadt Barnstable im Bundesstaat Massachusetts der Vereinigten Staaten.
Die darüber hinausgehenden Einträge des Barnstable County sind in der Liste der Einträge im National Register of Historic Places im Barnstable County dargestellt.

## Legende
| NRHP | Historic Place             |
| NHLD | Historic Landmark District |
| HD   | Historic District          |

## Aktuelle Einträge in Barnstable
| [ 1 ] | Name                                                       | Bild                                                       | Eintragsdatum                 | Lage | Ort                     | Beschreibung                          |
| ----- | ---------------------------------------------------------- | ---------------------------------------------------------- | ----------------------------- | --- | ----------------------- | ------------------------------------- |
| 1     | Adams-Crocker-Fish House                                   | Adams-Crocker-Fish House                                   | 13. März 1987 ID-Nr. 87000219 | 449 Willow St. 41° 42′ 7″ N, 70° 23′ 22″ W                                                                        | Barnstable              |                                       |
| 2     | Josiah A. Ames House                                       |                                                            | 18. Sep. 1987 ID-Nr. 87000300 | 145 Bridge St. 41° 37′ 20″ N, 70° 23′ 46″ W                                                                       | Barnstable              |                                       |
| 3     | Ancient Burying Ground                                     |                                                            | 13. März 1987 ID-Nr. 87000283 | Phinney's Ln. 41° 39′ 16,9″ N, 70° 20′ 38″ W                                                                      | Barnstable              |                                       |
| 4     | Benjamin Baker Jr. House                                   | Benjamin Baker Jr. House                                   | 10. Nov. 1987 ID-Nr. 87000352 | 1579 Hyannis Rd. 41° 41′ 42″ N, 70° 18′ 12″ W                                                                     | Barnstable              |                                       |
| 5     | Capt. Seth Baker Jr. House                                 | Capt. Seth Baker Jr. House                                 | 18. Sep. 1987 ID-Nr. 87000299 | 35 Main St. 41° 39′ 22″ N, 70° 16′ 22″ W                                                                          | Barnstable              |                                       |
| 6     | Nathaniel Baker House                                      | Nathaniel Baker House                                      | 13. März 1987 ID-Nr. 87000229 | 1606 Hyannis Rd. 41° 41′ 45″ N, 70° 18′ 8″ W                                                                      | Barnstable              |                                       |
| 7     | Barnstable County Courthouse                               | Barnstable County Courthouse                               | 11. Juni 1981 ID-Nr. 81000104 | Main St. 41° 42′ 5″ N, 70° 18′ 17″ W                                                                              | Barnstable              |                                       |
| 8     | Capt. Rodney J. Baxter House                               |                                                            | 13. März 1987 ID-Nr. 87000273 | South and Pearl Sts. 41° 39′ 0″ N, 70° 17′ 6″ W                                                                   | Barnstable              |                                       |
| 9     | Capt. Sylvester Baxter House                               | Capt. Sylvester Baxter House                               | 13. März 1987 ID-Nr. 87000313 | 156 Main St. 41° 39′ 19″ N, 70° 16′ 39″ W                                                                         | Barnstable              |                                       |
| 10    | Charles L. Baxter House                                    |                                                            | 13. März 1987 ID-Nr. 87000315 | 77 Main St. 41° 38′ 8″ N, 70° 27′ 2″ W                                                                            | Barnstable              |                                       |
| 11    | Shubael Baxter House                                       | Shubael Baxter House                                       | 18. Sep. 1987 ID-Nr. 87000304 | 9 E. Bay Rd. 41° 37′ 39″ N, 70° 22′ 49″ W                                                                         | Barnstable              |                                       |
| 12    | Capt. Allen H. Bearse House                                | Capt. Allen H. Bearse House                                | 13. März 1987 ID-Nr. 87000264 | 48 Camp St. 41° 39′ 25″ N, 70° 16′ 33″ W                                                                          | Barnstable              |                                       |
| 13    | Capt. Oliver Bearse House                                  |                                                            | 13. März 1987 ID-Nr. 87000276 | 31 Pearl St. 41° 39′ 3″ N, 70° 17′ 7″ W                                                                           | Barnstable              |                                       |
| 14    | Blish-Garret House                                         | Blish-Garret House                                         | 13. März 1987 ID-Nr. 87000327 | 350 Plum St. 41° 41′ 41″ N, 70° 21′ 21″ W                                                                         | Barnstable              |                                       |
| 15    | Building at 237-239 Main Street                            | Building at 237-239 Main Street                            | 13. März 1987 ID-Nr. 87000293 | 237-239 Main St. 41° 39′ 16″ N, 70° 16′ 49″ W                                                                     | Barnstable              |                                       |
| 16    | Building at 600 Main Street                                | Building at 600 Main Street                                | 13. März 1987 ID-Nr. 87000286 | 600 Main St. 41° 38′ 56″ N, 70° 17′ 28″ W                                                                         | Barnstable              |                                       |
| 17    | Building at 606 Main Street                                | Building at 606 Main Street                                | 13. März 1987 ID-Nr. 87000287 | 606 Main St. 41° 38′ 56″ N, 70° 17′ 28″ W                                                                         | Barnstable              |                                       |
| 18    | Building at 614 Main Street                                | Building at 614 Main Street                                | 13. März 1987 ID-Nr. 87000285 | 614 Main St. 41° 38′ 56″ N, 70° 17′ 28″ W                                                                         | Barnstable              |                                       |
| 19    | Collen C. Campbell House                                   | Collen C. Campbell House                                   | 13. März 1987 ID-Nr. 87000297 | 599 Main St. 41° 38′ 55″ N, 70° 17′ 27″ W                                                                         | Barnstable              |                                       |
| 20    | Canary-Hartnett House                                      |                                                            | 13. März 1987 ID-Nr. 87000260 | 113 Winter St. 41° 39′ 10″ N, 70° 17′ 14″ W                                                                       | Barnstable              |                                       |
| 21    | Centerville Historic District                              | Centerville Historic District                              | 10. Nov. 1987 ID-Nr. 87002587 | Main St. 41° 38′ 56″ N, 70° 20′ 53″ W                                                                             | Barnstable              |                                       |
| 22    | Lemuel B. Chase House                                      | Lemuel B. Chase House                                      | 13. März 1987 ID-Nr. 87000267 | 340 Scudder Ave. 41° 38′ 21″ N, 70° 18′ 14″ W                                                                     | Barnstable              |                                       |
| 23    | Col. Charles Codman Estate                                 |                                                            | 13. März 1987 ID-Nr. 87000321 | Bluff Point Dr. 41° 36′ 41″ N, 70° 25′ 58,1″ W                                                                    | Barnstable              |                                       |
| 24    | Cotuit Historic District                                   | Cotuit Historic District                                   | 10. Nov. 1987 ID-Nr. 87000317 | Begrenzt durch Osterville Harbor, Nantucket Sound und Popponessett Bay 41° 36′ 57″ N, 70° 26′ 14″ W               | Barnstable              |                                       |
| 25    | Craigville Historic District                               | Craigville Historic District                               | 10. Nov. 1987 ID-Nr. 87000275 | Begrenzt durch Centerville Harbor, Nantucket Sound, Red Lily Pond und Lake Elizabeth 41° 38′ 29″ N, 70° 19′ 58″ W | Barnstable              |                                       |
| 26    | Benomi and Barnabas Crocker House                          | Benomi and Barnabas Crocker House                          | 13. März 1987 ID-Nr. 87000216 | 325 Willow St. 41° 42′ 18″ N, 70° 23′ 10″ W                                                                       | Barnstable              |                                       |
| 27    | Capt. Alexander Crocker House                              | Capt. Alexander Crocker House                              | 13. März 1987 ID-Nr. 87000274 | 358 Sea St. 41° 38′ 20″ N, 70° 17′ 27″ W                                                                          | Barnstable              |                                       |
| 28    | Ebenezer Crocker Jr. House                                 |                                                            | 10. Nov. 1987 ID-Nr. 87000323 | 49 Putnam Ave. 41° 37′ 17″ N, 70° 26′ 3″ W                                                                        | Barnstable              |                                       |
| 29    | Lot Crocker House                                          | Lot Crocker House                                          | 13. März 1987 ID-Nr. 87000263 | 284 Gosnold St. 41° 38′ 19″ N, 70° 17′ 27″ W                                                                      | Barnstable              |                                       |
| 30    | Daniel Crosby House                                        |                                                            | 18. Sep. 1987 ID-Nr. 87000306 | 18 Bay St. 41° 37′ 44″ N, 70° 23′ 18″ W                                                                           | Barnstable              |                                       |
| 31    | Crowell-Smith House                                        | Crowell-Smith House                                        | 13. März 1987 ID-Nr. 87000272 | 33 Pine St. 41° 38′ 57″ N, 70° 17′ 19″ W                                                                          | Barnstable              |                                       |
| 32    | Fuller House                                               |                                                            | 13. März 1987 ID-Nr. 87000325 | Parker Rd. 41° 41′ 42″ N, 70° 22′ 1″ W                                                                            | Barnstable              |                                       |
| 33    | Gifford Farm                                               | Gifford Farm                                               | 13. März 1987 ID-Nr. 87000245 | 261 Cotuit Rd. 41° 39′ 26″ N, 70° 24′ 43″ W                                                                       | Barnstable              |                                       |
| 34    | Dr. Edward Francis Gleason House                           |                                                            | 18. Sep. 1987 ID-Nr. 87000262 | 88 Lewis Bay Rd. 41° 39′ 10″ N, 70° 16′ 30″ W                                                                     | Barnstable              |                                       |
| 35    | Goodspeed House                                            | Goodspeed House                                            | 13. März 1987 ID-Nr. 87000235 | 271 River Rd. 41° 39′ 32″ N, 70° 25′ 10″ W                                                                        | Barnstable              |                                       |
| 36    | Capt. Thomas Gray House                                    | Capt. Thomas Gray House                                    | 13. März 1987 ID-Nr. 87000280 | 14 Main St. 41° 39′ 25″ N, 70° 16′ 20″ W                                                                          | Barnstable              |                                       |
| 37    | Capt. William Hallett House                                | Capt. William Hallett House                                | 18. Sep. 1987 ID-Nr. 87000296 | 570 Main St. 41° 38′ 59″ N, 70° 17′ 24″ W                                                                         | Barnstable              |                                       |
| 38    | Seth Hallett House                                         | Seth Hallett House                                         | 18. Sep. 1987 ID-Nr. 87000298 | 110 Main St. 41° 39′ 22″ N, 70° 16′ 32″ W                                                                         | Barnstable              |                                       |
| 39    | Harlow Homestead                                           | Harlow Homestead                                           | 18. Sep. 1987 ID-Nr. 87000324 | 391 Main St. 41° 37′ 42″ N, 70° 26′ 35″ W                                                                         | Barnstable              |                                       |
| 40    | Gideon Hawley House                                        |                                                            | 13. März 1987 ID-Nr. 87000312 | 4766 Falmouth Rd. 41° 38′ 11″ N, 70° 27′ 16″ W                                                                    | Barnstable              |                                       |
| 41    | Hinckley Homestead                                         |                                                            | 18. Sep. 1987 ID-Nr. 87000248 | 1740 S. County Rd. 41° 38′ 57″ N, 70° 23′ 52″ W                                                                   | Barnstable              |                                       |
| 42    | Capt. Joseph Hinckley House                                | Capt. Joseph Hinckley House                                | 13. März 1987 ID-Nr. 87000249 | 142 Old Stage Rd. 41° 39′ 14″ N, 70° 21′ 2″ W                                                                     | Barnstable              |                                       |
| 43    | Nymphus Hinckley House                                     | Nymphus Hinckley House                                     | 13. März 1987 ID-Nr. 87000250 | 38 Bay St. 41° 37′ 44″ N, 70° 23′ 18″ W                                                                           | Barnstable              |                                       |
| 44    | S. Alexander Hinckley House                                |                                                            | 18. Sep. 1987 ID-Nr. 87000279 | 151 Pine St. 41° 38′ 48″ N, 70° 17′ 13″ W                                                                         | Barnstable              |                                       |
| 45    | Hyannis Port Historic District                             | Hyannis Port Historic District                             | 10. Nov. 1987 ID-Nr. 87000259 | 41° 37′ 52″ N, 70° 17′ 55″ W                                                                                      | Barnstable              |                                       |
| 46    | Hyannis Road Historic District                             | Hyannis Road Historic District                             | 13. März 1987 ID-Nr. 87000231 | 41° 41′ 23″ N, 70° 18′ 4″ W                                                                                       | Barnstable              |                                       |
| 47    | Herman Isham House                                         | Herman Isham House                                         | 13. März 1987 ID-Nr. 87000295 | 1322 Main St. 41° 38′ 27″ N, 70° 23′ 34″ W                                                                        | Barnstable              |                                       |
| 48    | John Jenkins Homestead                                     | John Jenkins Homestead                                     | 13. März 1987 ID-Nr. 87000318 | Church St. 41° 41′ 41″ N, 70° 22′ 12″ W                                                                           | Barnstable              |                                       |
| 49    | Joseph Jenkins House                                       |                                                            | 13. März 1987 ID-Nr. 87000322 | 310 Pine St. 41° 41′ 29″ N, 70° 22′ 15″ W                                                                         | Barnstable              |                                       |
| 50    | Jenkins-Whelden Farmstead                                  |                                                            | 13. März 1987 ID-Nr. 87000320 | 221 Pine St. 41° 41′ 30″ N, 70° 22′ 29″ W                                                                         | Barnstable              |                                       |
| 51    | Kennedy Compound                                           | weitere Bilder                                             | 28. Nov. 1972 ID-Nr. 72001302 | Irving and Marchant Aves. 41° 37′ 49″ N, 70° 18′ 12″ W                                                            | Hyannis Port            | Sitz der Familie Kennedy              |
| 52    | Liberty Hall                                               | Liberty Hall                                               | 13. März 1987 ID-Nr. 87000246 | Main St. 41° 39′ 15″ N, 70° 24′ 46″ W                                                                             | Barnstable              |                                       |
| 53    | Lincoln House Club                                         | Lincoln House Club                                         | 13. März 1987 ID-Nr. 87000301 | 135 Bridge St. 41° 37′ 19″ N, 70° 23′ 47″ W                                                                       | Barnstable              |                                       |
| 54    | Capt. George Lovell House                                  |                                                            | 10. Nov. 1987 ID-Nr. 87000290 | 8 E. Bay Rd. 41° 37′ 40″ N, 70° 22′ 46″ W                                                                         | Barnstable              |                                       |
| 55    | Nehemiah Lovell House                                      | Nehemiah Lovell House                                      | 18. Sep. 1987 ID-Nr. 87000291 | 691 Main St. 41° 37′ 38″ N, 70° 22′ 51″ W                                                                         | Barnstable              |                                       |
| 56    | William Marston House                                      |                                                            | 13. März 1987 ID-Nr. 87000234 | 71 Cotuit Rd. 41° 39′ 8″ N, 70° 24′ 53″ W                                                                         | Barnstable              |                                       |
| 57    | Marstons Mills Hearse House and Cemetery                   |                                                            | 13. März 1987 ID-Nr. 87000302 | MA 149 41° 39′ 43″ N, 70° 24′ 31″ W                                                                               | Barnstable              |                                       |
| 58    | Merrill Estate                                             | Merrill Estate                                             | 18. Sep. 1987 ID-Nr. 87000268 | 1874 S. County Rd. 41° 39′ 6″ N, 70° 24′ 11″ W                                                                    | Barnstable              |                                       |
| 59    | Methodist Church                                           | Methodist Church                                           | 13. März 1987 ID-Nr. 87000247 | 2135 Main St. 41° 39′ 14″ N, 70° 24′ 43″ W                                                                        | Barnstable              | Heute Marstons Mills Community Church |
| 60    | Mill Way Historic District                                 |                                                            | 10. Nov. 1987 ID-Nr. 87000271 | Mill Way Rd. 41° 42′ 12″ N, 70° 18′ 1″ W                                                                          | Barnstable              |                                       |
| 61    | Municipal Group Historic District                          | Municipal Group Historic District                          | 10. Nov. 1987 ID-Nr. 87000288 | 41° 39′ 6″ N, 70° 17′ 2″ W                                                                                        | Barnstable              |                                       |
| 62    | Old Jail                                                   | Old Jail                                                   | 2. Juli 1971 ID-Nr. 71000078  | U.S. Highway 6A 41° 42′ 0″ N, 70° 17′ 56″ W                                                                       | Barnstable              |                                       |
| 63    | Old King’s Highway Historic District                       | Old King’s Highway Historic District                       | 12. März 1987 ID-Nr. 87000314 | 41° 42′ 24″ N, 70° 20′ 20″ W                                                                                      | Barnstable              |                                       |
| 64    | Osterville Baptist Church                                  | Osterville Baptist Church                                  | 18. Sep. 1987 ID-Nr. 87000292 | Main St. 41° 37′ 41″ N, 70° 23′ 9″ W                                                                              | Barnstable              |                                       |
| 65    | William and Jane Phinney House                             | William and Jane Phinney House                             | 13. März 1987 ID-Nr. 87000284 | 555 Phinney's Ln. 41° 39′ 47″ N, 70° 19′ 42″ W                                                                    | Barnstable              |                                       |
| 66    | Pleasant-School Street Historic District                   |                                                            | 10. Nov. 1987 ID-Nr. 87000257 | Roughly bounded by Main, School, South, and Pleasant Sts. 41° 39′ 12″ N, 70° 16′ 42″ W                            | Barnstable              |                                       |
| 67    | Nelson Rhodehouse House                                    | Nelson Rhodehouse House                                    | 13. März 1987 ID-Nr. 87000308 | 131 Main St. 41° 38′ 2″ N, 70° 26′ 59″ W                                                                          | Barnstable              |                                       |
| 68    | John Richardson House                                      | John Richardson House                                      | 18. Sep. 1987 ID-Nr. 87000281 | 242 Phinney's Ln. 41° 39′ 28″ N, 70° 20′ 21″ W                                                                    | Barnstable              |                                       |
| 69    | Joseph Robbins House                                       | Joseph Robbins House                                       | 10. Nov. 1987 ID-Nr. 87000289 | 12 Bay St. 41° 37′ 44″ N, 70° 23′ 18″ W                                                                           | Barnstable              |                                       |
| 70    | Round House                                                | Round House                                                | 13. März 1987 ID-Nr. 87000282 | 971 W. Main St. 41° 39′ 23″ N, 70° 19′ 46″ W                                                                      | Barnstable              |                                       |
| 71    | Sampson’s Folly-Josiah Sampson House                       | Sampson’s Folly-Josiah Sampson House                       | 18. Sep. 1987 ID-Nr. 87000326 | 40 Old King’s Rd. 41° 37′ 49″ N, 70° 26′ 53″ W                                                                    | Barnstable              |                                       |
| 72    | Sandy Neck Cultural Resources District                     | Sandy Neck Cultural Resources District                     | 10. Nov. 1987 ID-Nr. 87000305 | Sandy Neck Peninsula 41° 43′ 57,5″ N, 70° 20′ 25,3″ W                                                             | Barnstable              |                                       |
| 73    | Santuit Historic District                                  | Santuit Historic District                                  | 10. Nov. 1987 ID-Nr. 87000319 | MA 28 41° 38′ 16″ N, 70° 27′ 4″ W                                                                                 | Barnstable              |                                       |
| 74    | Santuit Post Office                                        |                                                            | 10. Nov. 1987 ID-Nr. 87000309 | Main St. 41° 38′ 6″ N, 70° 27′ 1″ W                                                                               | Barnstable              |                                       |
| 75    | Matthias Smith House                                       | Matthias Smith House                                       | 13. März 1987 ID-Nr. 87000240 | 375 Cedar St. 41° 42′ 23″ N, 70° 23′ 36″ W                                                                        | Barnstable              |                                       |
| 76    | Town Boundary Marker                                       |                                                            | 18. Sep. 1987 ID-Nr. 87000269 | Race Ln.at Sandwich town line 41° 41′ 11″ N, 70° 26′ 12″ W                                                        | Barnstable              |                                       |
| 77    | Town Line Boundary Marker (Great Hill Road)                | Town Line Boundary Marker (Great Hill Road)                | 18. Sep. 1987 ID-Nr. 87000242 | Great Hill Rd. 41° 43′ 19″ N, 70° 24′ 4″ W                                                                        | Barnstable              |                                       |
| 78    | Town Line Boundary Marker (410 High Street)                |                                                            | 18. Sep. 1987 ID-Nr. 87000243 | 410 High St. 41° 43′ 19″ N, 70° 24′ 4″ W                                                                          | Barnstable              |                                       |
| 79    | U.S. Customshouse                                          | U.S. Customshouse                                          | 12. Nov. 1975 ID-Nr. 75000239 | Cobbs Hill, MA 6A 41° 42′ 1″ N, 70° 17′ 57″ W                                                                     | Barnstable              |                                       |
| 80    | Barzillai Weeks House                                      | Barzillai Weeks House                                      | 13. März 1987 ID-Nr. 87000241 | 313 High St. 41° 43′ 15″ N, 70° 23′ 59″ W                                                                         | Barnstable              |                                       |
| 81    | West Barnstable Village-Meetinghouse Way Historic District | West Barnstable Village-Meetinghouse Way Historic District | 10. Nov. 1987 ID-Nr. 87000255 | Meetinghouse Way 41° 42′ 10″ N, 70° 22′ 45″ W                                                                     | Barnstable              |                                       |
| 82    | Josiah B. Whitman House                                    | Josiah B. Whitman House                                    | 13. März 1987 ID-Nr. 87000236 | 210 Maple St. 41° 42′ 31″ N, 70° 23′ 21″ W                                                                        | Barnstable              |                                       |
| 83    | Wianno Club                                                | Wianno Club                                                | 2. März 1979 ID-Nr. 79000325  | Seaview Ave. 41° 36′ 58″ N, 70° 22′ 17″ W                                                                         | Osterville              |                                       |
| 84    | Wianno Historic District                                   | Wianno Historic District                                   | 10. Nov. 1987 ID-Nr. 87000316 | 41° 37′ 3″ N, 70° 22′ 24″ W                                                                                       | Barnstable              |                                       |
| 85    | Yarmouth Camp Ground Historic District                     | Yarmouth Camp Ground Historic District                     | 28. Aug. 1990 ID-Nr. 90001244 | 41° 40′ 59″ N, 70° 15′ 44″ W                                                                                      | Barnstable und Yarmouth |                                       |